# 第三十一号哨戒特務艇
第三十一号哨戒特務艇（だいさんじゅういちごうしょうかいとくむてい）は、日本海軍の特務艇（哨戒特務艇）。第一号型哨戒特務艇の13番艇。太平洋戦争の終戦時に残存し、戦後は所属と艇名を変えながら一貫して掃海に従事した。

## 艇歴
マル戦計画の特務艇、第2121号艦型の31番艇、仮称艦名第2151号艦として計画。1944年11月5日、第三十一号哨戒特務艇と命名されて第一号型哨戒特務艇の12番艇に定められ、本籍を横須賀鎮守府と仮定。1945年4月29日、船体概成により株式会社船矢造船鉄工所から横須賀海軍工廠へ引き渡し。7月29日竣工し、本籍を呉鎮守府に定められ、大阪警備府神戸港湾警備隊に編入。
終戦時残存。戦後は阪神地区の掃海に従事。11月30日、海軍省の廃止に伴い除籍。
1945年12月1日、第二復員省の開庁に伴い、大阪地方復員局所管の掃海艦に定められ、同局掃海部大阪支部所属と定められる。また、同日から艦名を哨特第三十一号としている。
1946年6月15日、復員庁の開庁に伴い、所属を阪神掃海部に改められる。6月25日、阪神掃海部は神戸掃海部に改称。11月1日、神戸掃海部は阪神掃海部に改称。1947年8月1日、阪神掃海部が廃止され、所属を下関掃海部に改められる。

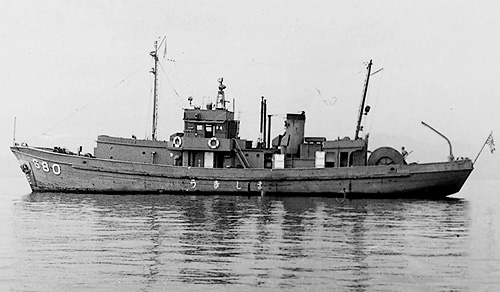
海上自衛隊掃海艇 うきしま MSI-680

1948年1月1日、復員庁が廃止され、運輸省に移管。5月1日、海上保安庁に編入され掃海船MS-18となる。8月20日、船名を哨特第三一号 MS-18に定められる。1951年12月1日、船名をうきしま MS-18に改正。
1952年8月1日、保安庁警備隊に移管され、第二幕僚監部航路啓開部西部航路啓開隊呉航路啓開隊第3掃海隊に編入。1953年9月16日、横須賀地方総監部呉地方基地隊第3掃海隊に編入。
1954年7月1日、保安庁警備隊は海上自衛隊に改組。掃海艇となる。呉地方総監部呉地方隊呉基地警防隊第3掃海隊に編入。1956年3月30日、呉基地警防隊第4掃海隊に編入。1957年9月1日、艇番号をMSI-680に改正。1961年3月31日、支援船に編入され船名を掃海雑船17号 YAM-17に改正。1963年1月1日、船種呼称を掃海船に改正。同年3月31日、海上自衛隊から除籍された。